# Обсада на Свети град
Обсадата на Свети град (на албански: Beteja e Svetigradit, на турски: Kocacık Kuşatması) започва на 14 май 1448 година, когато османска армия, под командването на султан Мурад II, обсажда стратегическата твърдина на албанската Лежка лига, крепостта Свети град край сегашното село Коджаджик.
След множество неуспешни походи на османците в Албания срещу Лежката лига (конфедерация на албански държави, създадена в 1444 г. и оглавена от Скендербег), Мурад II решава да нахлуе с армията си във владенията на Скендербег, за да завладее ключовата албанска крепост Свети град. Крепостта лежи на важен път по река Дрин и овладяването ѝ би отворило на османците достъп до Северна Албания. Османското настъпление е най-масираното дотогава – Мурад планира да овладее крепостта, да нахлуе в Албания и да превземе Круя, като ката съкруши Лигата.
В това време Скендербег е във война с венецианците. Осъзнавайки важността на положението при Свети град, Скендербег се опитва да свали обсадата чрез множество схватки с османската армия. Неговите сили успяват да нанесат големи поражения на османската армия чрез партизански атаки. Разузнавачи на Скендербег действат чак в Цариград, като се опитват да разберат плановете на Мурад II. Междувременно Скендербег успява да разбие венецианците край Скутари и така да отслаби значително тяхното присъствие в Албания. Въпреки това, крепостта Свети град капитулира на 31 юли поради нарушаването на водоснабдяването. Гарнизонът е пощаден, а на негово място в крепостта е разположена османска еничарска част. Две години по-късно Мурад настъпва към Круя, но претърпява тежко поражение.

## Предистория
В 1444 година управниците на албанските държави, които дотогава са васали на Османската империя, се обединяват в т. нар. Лежка лига – антиосманска конфедерация, ръководена от Скендербег. В резултат на това Османската империя се опитва да унищожи Лигата и да си възвърне контрола над Албания. До 1448 година всички военни походи на османската армия в Албания се провалят и Мурад II решава лично да оглави нашествието на армията си в албанските земи, за да унищожи Лигата. Султанът решава да завладее стратегическата крепост Свети град, тъй като тя охранява подхода към източните граници на албанските държави, а освен това и служи за изходна точка на албанските нападения срещу Османската империя. В края на 1447 година започва война между албанците и Венецианската република, която обаче не ескалира в широкообхватен конфликт. Скендербег обявява война на Венеция заради дипломатическа безизходица и това го прави уязвим за нападение от изток.
Албански разузнавачи информират Скендербег, че голяма османска армия се кани да нахлуе в Албания, като според сведенията армията достига до 170 000 души. Армията обаче най-вероятно е наброявала не повече от 80 000 души. Султан Мурад II се установава с армията си в Битоля. На свой ред Скендербег спешно търси материална помощ от Венецианската република, но му е отказана. Помощ получава от Неаполитанското кралство и Дубровнишката република. Мурад II през Охрид настъпва по долината на Черни Дрин към Свети град. В отговор Скендербег засилва гарнизоните в Круя, Стелуши, Свети град и Берат, като обявява военно положение в тях.
Малко преди началото на обсадата на Свети град, Скендербег се разполага с 4000 кавалеристи на 11 км от османския лагер. Силите му включват и други 8000 войници. Скендербег заповядва да не се пали лагерен огън, за да остане позицията му в тайна. Скендербег изпраща командирите си Мойсей Големи и Музака Ангелина с 30 конници, преоблечени като селяни, да проникнат в крепостта. Планът обаче е разкрит от османците, които нападат албанската част, но са отблъснати. Един от османските паши изпраща 4000 конници на разузнаване, за да открият къде е лагерът на Скендербег, проследявайки силите на Мойсей Големи. Мойсей повежда османските части към една долина, а Скендербег, подготвен за такова развитие на събитията, огражда със силите си долината. След като османските конници се доближават достатъчно, Скендербег напада в засада и унищожава османската част. Това се случва на 14 май 1448 година, веднага след което султан Мурад заповядва обсадата на Свети град да започне.

## Обсадата

### Османско нашествие
Обсаждащата армия наброява около 80 000 войници и има две оръдия, които могат да изстрелват 200-фунтови (91-килограмови) гюлета. Силите му включват свежа еничарска част и 3000 длъжници, които се сражават, за да възвърнат свободата си. Владан Гьорица кара Скендербег да приложи тактиката на опустошена земя около крепостта, за да не може османската армия да се снабдява с продоволствия.
Армията на Мурад II минава на парад пред крепостта и предлага 300 000 аспри на тези, които предадат Свети град без бой. Вестоносците, които предават това предложение в крепостта влизат в Свети град през нощта, а командирите на гарнизона им организират голямо угощение, за да оставят впечатлението, че имат изобилие от припаси и са добре подготвени за дълга обсада. След вечерята предложението е отхвърлено и вестоносците са изпратени обратно при султана. Скендербег, притеснен от ефекта върху духа на войската и местното население, причинен от големината на османската армия, се преоблича като редови войник и обикаля околните села, за да вдъхва смелост. В резултат местните вождове се съгласяват да се бият срещу османската армия и убеждават Скендербег да синхронизират плановете си.

### Албанска партизанска тактика
За да облекчава гарнизона на Свети град, Скендербег постоянно напада османските части. Много от тези атаки са изненадващи засади на изолирани османски подразделения. За да избегне османските патрули, Скендербег се приближава до лагера на османците и на 22 юни го напада през нощта. Скоро след това, докато обсадителите са в следобедна дрямка, Скендербег изпраща в лагера Моисей Големи с няколко души, преоблечени като селяни, да разузнаят условията за ново нападение. Скендербег кара хората си да не взимат плячка от лагера, тъй като това ще даде време на османците да реагират и да контраатакуват. Тази нощ албанците атакуват, но шума от броните и звуците от конете не им позволяват да изненадат напълно османците. Периферията на лагера изпада в объркване, но ядрото на османските войски се организира и изтласква албанците извън лагера, макар и с тежки загуби. За да предотврати бъдещи подобни атаки, Мурад отделя част под командването на Фируз паша, която да следи албанците, но много от войниците в нея дезертират, а албанците я разбиват като пленяват обоза ѝ.
Междувременно османците успяват да направят пробив в стените на Свети град, но последвалата пехотинска атака е отблъсната. Албанците започват да се надяват, че султанът ще се върне в Одрин. Мурад обмисля следващия си ход. Съветват го да обере околностите, но околните полета вече са изгорени от Скендербег. Султанът решава да престане да праща части в гората, за да избегне нови загуби. Синът му Мехмед предлага да се напусне Свети град и да се удари Круя. Мурад обаче отхвърля предложението, смятайки че усилията положени в обсадата ще отидат на вятъра, и че Круя ще е много по-добре отбранявана от Свети град, и решава да остане при Свети град като се опита да принуди гарнизона да се предаде чрез глад. Междувременно гарнизонът, командван от Петер Перлати, прави няколко успешни излаза срещу османците, за да отслаби обсадата и да подсили бойния дух.

### Капитулация на крепостта
На 23 юли 1448 година Скендербег успява да нанесе сериозно поражение на венецианците, което сериозно отслабва тяхното влияние в Албания. Обсадата на Свети град обаче продължава и Марин Барлети пише, че османците подкупват войник да хвърли труп в кладенеца на крепостта и така да замърси водата му. По-вероятно е обаче османците да са успели да прекъснат водоснабдяването и така да принудят гарнизона към капитулация. При тези обстоятелства, Перлати заявява, че ще предаде крепостта ако на гарнизона се позволи да премине през османските линии. Принц Мехмед предлага да се поеме това обещание, а след предаването на крепостта гарнизонът да бъде избит, но Мурад отхвърля предложението на сина си, страхувайки се, че албанското въстание само ще се усили от подобно деяние.
На 31 юли 1448 година гарнизонът на Свети град се предава. Мурад разполага в крепостта гарнизон от еничари и нарежда стените да бъдат поправени. Перлати и войниците му пристигат при Скендербег, като го молят да им прости загубата на крепостта. Скендербег им благодари, че са успели да задържат Свети град толкова дълго и съпровожда османската войска по обратния ѝ път с надежда да ѝ нанесе сериозни загуби. Размерът на армията му обаче не му позволява да рискува голямо сражение.

## Последици
През октомври същата година Мурад успява да нанесе сериозно поражение на Янош Хуняди на Косово. Скендербег планира да се присъедини към Хуняди с 20 000 души, но не успява да го направи навреме, тъй като Георги Бранкович блокира пътищата към Косово.
Загубата на Свети град позволява на османците лесен достъп в Албания от североизток. Така те вече могат да започнат три координирани настъпления от юг, югоизток и североизток. Няколко седмици след падането на Свети град Мустафа паша повежда 15 000 души в Албания по молба на венецианците, но претърпява тежко поражение в битката при Ораник, като самият той е пленен. На следната 1449 година Скендербег се опитва да си върне Свети град, но не успява поради липсата на артилерия. Той обсажда крепостта, но осъзнал, че няма надежда за превземането ѝ, се оттегля. В началото на 1450 година турците успяват да превземат Берат и по-късно през годината Мурад обсажда Круя.